# ناگانو، ناگاساکی
ناگانو، ناگاساکی (به لاتین: Nagayo, Nagasaki) یک منطقهٔ مسکونی در ژاپن است که در استان ناگاساکی واقع شده‌است. ناگانو  ۴۲٬۲۱۵ نفر جمعیت دارد.

## نگارخانه

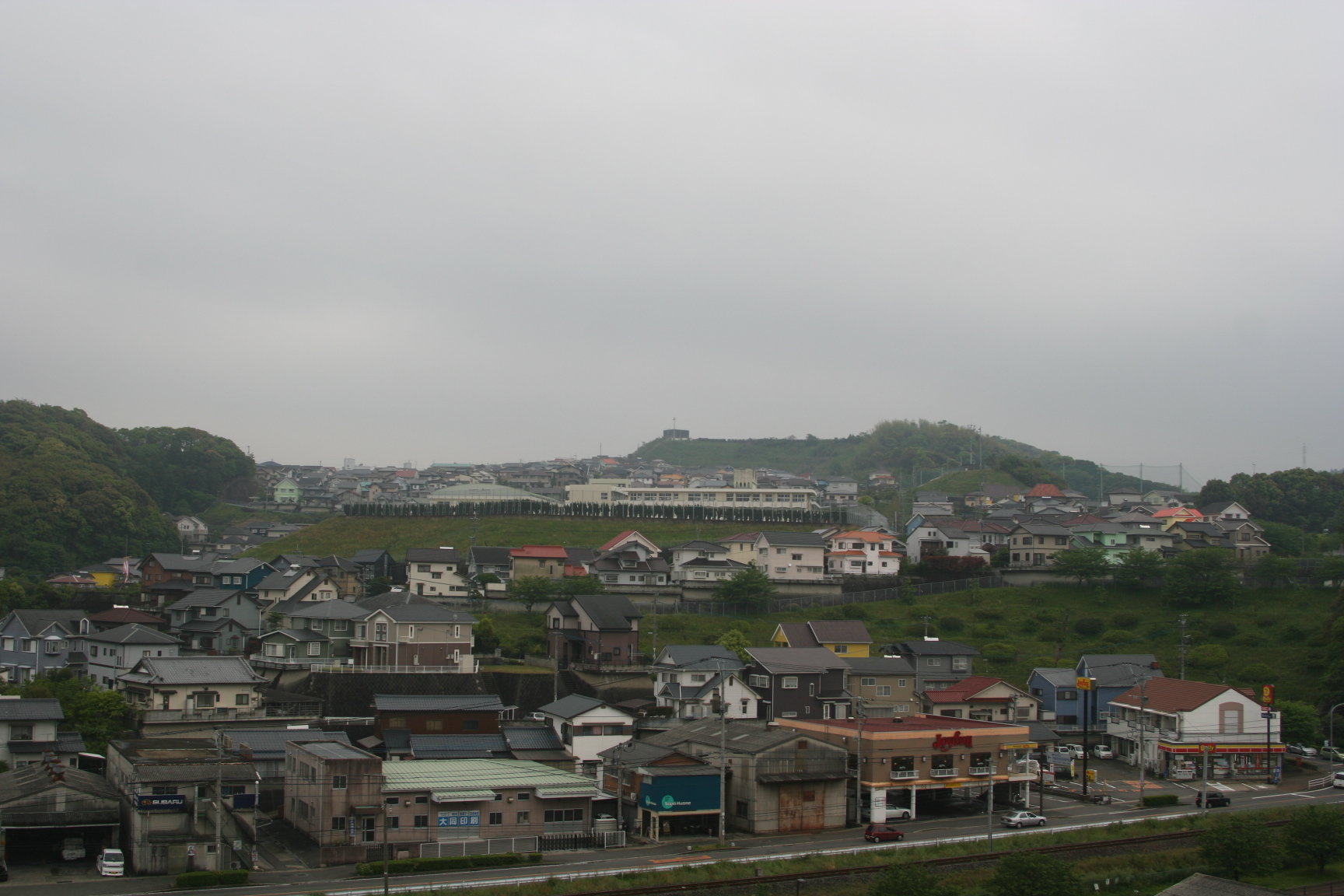
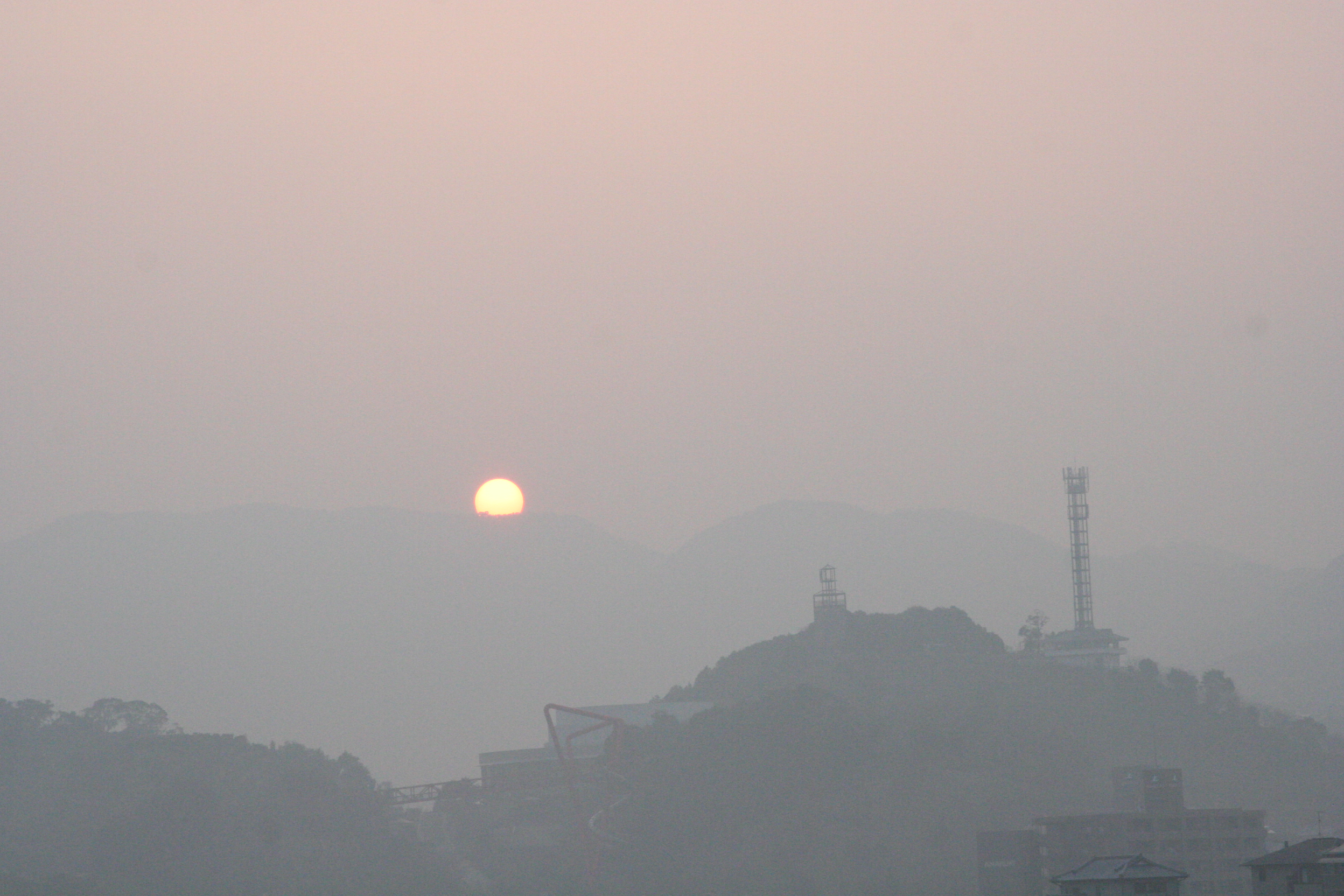
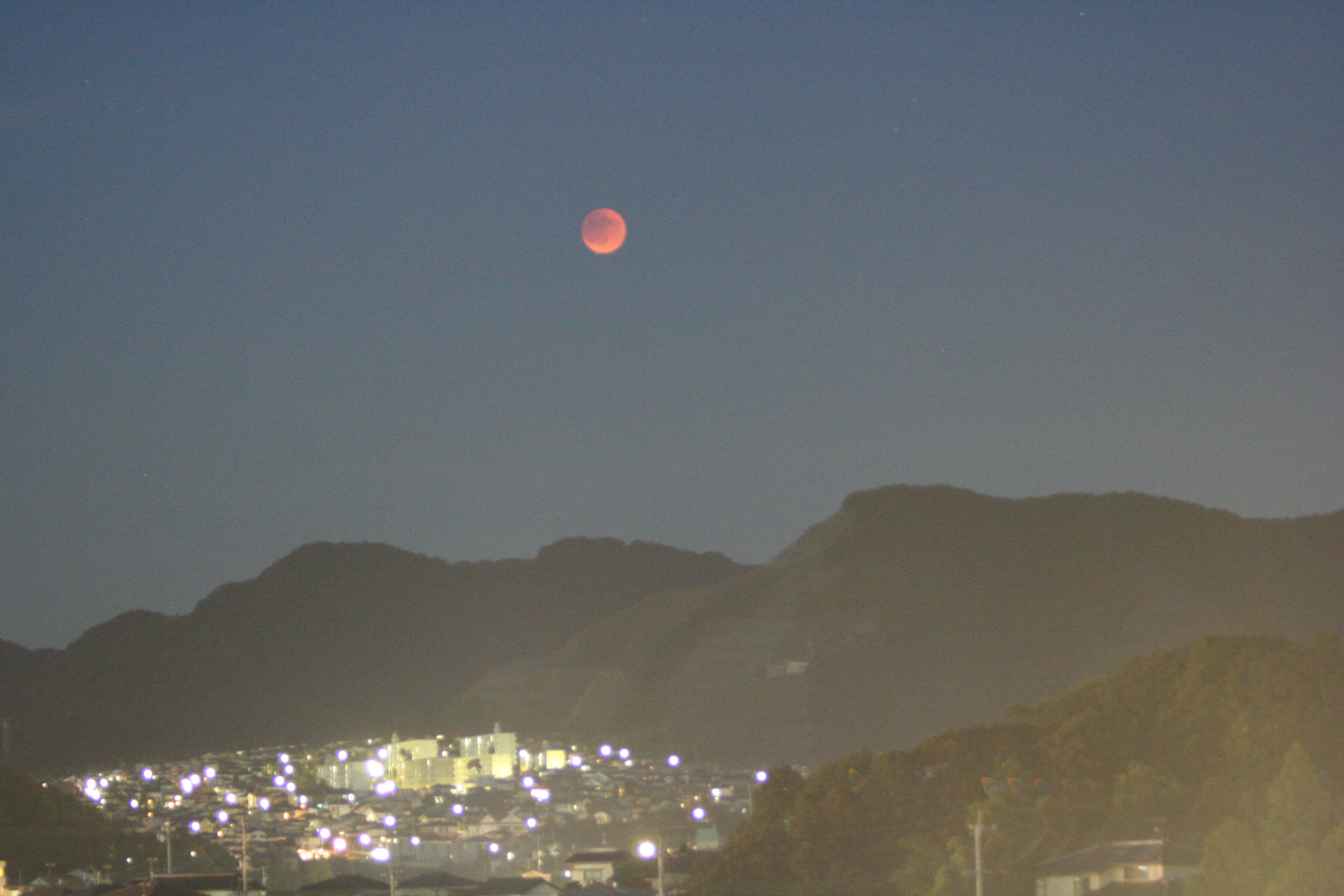